# Plebicula anteparvaplumbea
Plebicula anteparvaplumbea är en fjärilsart som beskrevs av Ruggero Verity 1934. Plebicula anteparvaplumbea ingår i släktet Plebicula och familjen juvelvingar. Inga underarter finns listade i Catalogue of Life.